# Арроде-э-Англь
Арроде́-э-Англь (фр. Arrodets-ez-Angles, окс. Arrodèth) — коммуна во Франции, находится в регионе Юг — Пиренеи. Департамент — Верхние Пиренеи. Входит в состав кантона Лурд-Эст. Округ коммуны — Аржелес-Газост.
Код INSEE коммуны — 65033.

## География

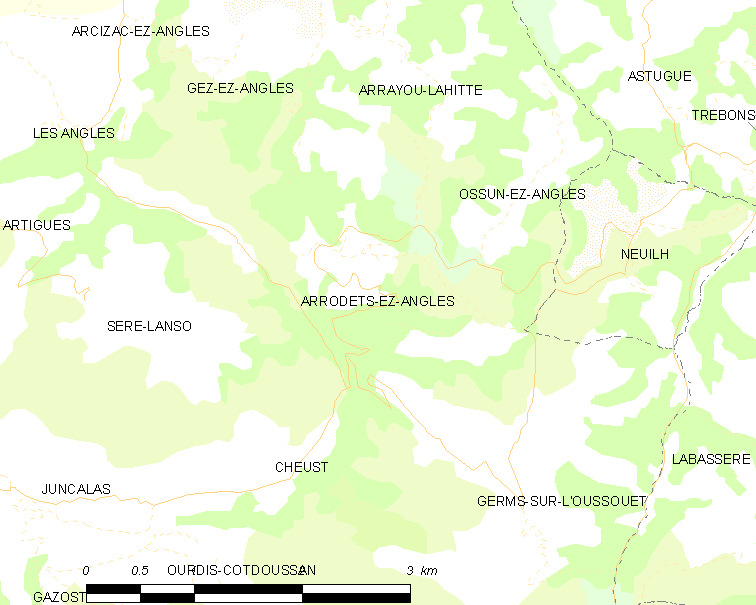
Карта коммуны

Коммуна расположена приблизительно в 670 км к югу от Парижа, в 130 км юго-западнее Тулузы, в 18 км к югу от Тарба.
По территории коммуны протекает река Эшес.

## Климат
Климат умеренно-океанический с солнечной тёплой погодой и обильными осадками на протяжении практически всего года.

## Население
Население коммуны на 2010 год составляло 104 человека.
| 1962 | 1968 | 1975 | 1982 | 1990 | 1999 | 2010 |
| ---- | ---- | ---- | ---- | ---- | ---- | ---- |
| 116  | 94   | 63   | 56   | 62   | 81   | 104  |

## Администрация
| Период | Период | Фамилия      | Партия | Примечания |
| ------ | ------ | ------------ | ------ | ---------- |
| 2001   | 2014   | Жерар Арнон  |        |            |
| 2014   | 2020   | Даниэль Рено |        |            |

## Экономика
В 2010 году среди 70 человек трудоспособного возраста (15-64 лет) 49 были экономически активными, 21 — неактивными (показатель активности — 70,0 %, в 1999 году было 74,5 %). Из 49 активных жителей работали 38 человек (22 мужчины и 16 женщин), безработных было 11 (5 мужчин и 6 женщин). Среди 21 неактивных 4 человека были учениками или студентами, 7 — пенсионерами, 10 были неактивными по другим причинам.